# 阿布拉漢姆·岡薩雷斯
阿布拉漢姆·岡薩雷斯（西班牙語：Abraham González Casanova；1985年7月16日—）是一位西班牙足球運動員。在場上的位置是中場。他現在效力於墨超球隊國立自治大學俱樂部，他曾效力狀西班牙足球甲級聯賽球隊西班牙人足球俱樂部。他在2013年轉會西班牙人。